# Aline Brosh McKenna
Aline Brosh McKenna (New Jersey, 2 agosto 1967) è una sceneggiatrice e regista statunitense.

## Biografia
Dopo essersi laureata magna cum laude alla Harvard University, inizia a lavorare nel campo dell'editoria. Nel frattempo lavora ad alcuni scritti come freelance. Divenuta nota per aver scritto la sceneggiatura de Il diavolo veste Prada, nel 2008 scrive le comedia romantica 27 volte in bianco.

## Filmografia

### Regista
- Da me o da te (Your Place or Mine)

### Sceneggiatrice
- Appuntamento a tre (Three to Tango) (1999)
- Laws of Attraction - Matrimonio in appello (Laws of Attraction) (2004)
- Il diavolo veste Prada (The Devil Wears Prada) (2006)
- 27 volte in bianco (27 Dresses) (2008)
- Il buongiorno del mattino (Morning Glory) (2010)
- Ma come fa a far tutto? (I Don't Know How She Does It) (2011)
- La mia vita è uno zoo (We Bought a Zoo) (2011)
- Annie - La felicità è contagiosa (Annie), regia di Will Gluck (2014)
- Crazy Ex-Girlfriend – serie TV (2015-2019)
- Da me o da te (Your Place or Mine), regia di Aline Brosh McKenna (2023)

### Produttrice esecutiva
- Crudelia, regia di Craig Gillespie (2021)